# 西氏喙鱸
西氏喙鱸，為輻鰭魚綱鱸形目鱸亞目鮨科的其中一種，分布於中西大西洋的委內瑞拉海域，棲息深度5-40公尺，體長可達114公分，棲息在珊瑚礁、海草床，為底棲性魚類，屬肉食性，生活習性不明，可做為食用魚。